# Tomopterna gallmanni
Espèce
Tomopterna gallmanni est une espèce d'amphibiens de la famille des Pyxicephalidae.

## Répartition
Cette espèce est endémique du Kenya.

## Étymologie
Cette espèce est nommée en l'honneur de Kuki Gallmann.

## Publication originale
- Wasonga & Channing, 2013 : Identification of sand frogs (Anura: Pyxicephalidae: Tomopterna) from Kenya with the description of two new species. Zootaxa, no 3734 (2), p. 221–240.